# Leonhard Pohl
Leonhard Pohl   (Olsztyn, 18 de juliol de 1929 - Pfungstadt, 23 d'abril de 2014) fou un atleta alemany, especialista en curses de velocitat, que va competir durant la dècada de 1950.
El 1956 va prendre part en els Jocs Olímpics d'Estiu de Melbourne, on disputà dues proves del programa d'atletisme. Formant equip amb Heinz Fütterer, Lothar Knörzer i Manfred Germar, guanyà la medalla de bronze en els 4x100 metres, mentre en els 200 metres quedà eliminat en semifinals.
Tot i no guanyar cap campionat nacional, el 1956 formà part de l'equip que millorà el rècord nacional i europeu dels 4x100 metres.

## Millors marques
- 100 metres. 10.5" (1956)
- 200 metres. 21.1" (1956)[2]